# LNB All-Star Game
LNB All-Star Game – mecz gwiazd koszykówki francuskiej ligi najwyższego poziomu LNB Pro A. Ligue Nationale de Basket (LNB) organizuje rozgrywki dwóch lig francuskich LNB Pro A oraz ligi II poziomu LNB Pro B. Pierwsze spotkanie gwiazd rozegrano w 1987.
W latach 1987–1991 mecz gwiazd był rozgrywany w formacie "Wschód" kontra "Zachód". Od 1992 do rywalizacji stają zespoły Francuzów i obcokrajowców.

## Mecze gwiazd LNB
| Rok                            | Lokalizacja               | Wynik                                                      | MVP                                           |
| 1987                           | Limoges                   | Zachód 134–128 Wschód                                      | Robert Smith (AS Monaco)                      |
| 1988                           | Miluza                    | Zachód 164–136 Wschód                                      | Graylin Warner (Cholet)                       |
| 1989                           | Cholet                    | Zachód 148–141 Wschód                                      | Graylin Warner (Cholet)                       |
| 1990                           | Nancy                     | Wschód 170–146 Zachód                                      | Robert Smith (Antibes)                        |
| 1991                           | Pau                       | Zachód 151–121 Wschód                                      | José Vargas (Saint-Quentin)                   |
| 1992                           | Gravelines                | Francuzi 159–137 Obcokrajowcy                              | Hugues Occansey (Antibes)                     |
| 1993                           | Évreux                    | Obcokrajowcy 127–125 Francuzi                              | Jim Bilba (CSP Limoges)                       |
| 1994                           | Tours                     | Obcokrajowcy 110–108 Francuzi                              | Hervé Dubuisson (ASA Sceaux)                  |
| 1995                           | Pau                       | Obcokrajowcy 147–137 Francuzi                              | David Rivers (Antibes)                        |
| 1996                           | Villeurbanne              | Francuzi 134–127 Obcokrajowcy                              | Tony White (Antibes)                          |
| 1997                           | Montpellier               | Obcokrajowcy 115–109 Francuzi                              | Stéphane Risacher (PSG Racing)                |
| 1998                           | Dijon                     | Francuzi 112–98 Obcokrajowcy                               | Jerry McCullough (BCM Gravelines)             |
| 1999                           | Paryż (Coubertin)         | Obcokrajowcy 124–122 Francuzi (OT)                         | Keith Hill (SLUC Nancy)                       |
| 2000 (styczeń) 2000 (grudzień) | Nancy Antibes             | Obcokrajowcy 103–93 Francuzi Francuzi 123–117 Obcokrajowcy | Stanley Jackson (JDA Dijon) Jim Bilba (ASVEL) |
| 2001                           | Chalon-sur-Saône          | Obcokrajowcy 104–97 Francuzi                               | Nikola Radulović (ASVEL)                      |
| 2002                           | Paryż (POPB)              | Obcokrajowcy 131–118 Francuzi                              | Dragan Lukovski (Pau-Orthez)                  |
| 2003                           | Paryż (POPB)              | Francuzi 126–113 Obcokrajowcy                              | Cyril Julian (Pau-Orthez)                     |
| 2004                           | Paryż (POPB)              | Francuzi 105–94 Obcokrajowcy                               | Amara Sy (Le Mans)                            |
| 2005                           | Paryż (POPB)              | Obcokrajowcy 96–85 Francuzi                                | K'Zell Wesson (BCM Gravelines)                |
| 2006                           | Paryż (POPB)              | Obcokrajowcy 124–108 Francuzi                              | Dewarick Spencer (Chorale Roanne)             |
| 2007                           | Paryż (POPB)              | Francuzi 94–82 Obcokrajowcy                                | Nando De Colo (Cholet)                        |
| 2008                           | Paryż (POPB)              | Obcokrajowcy 108–101 Francuzi                              | Laurent Sciarra (Orléans)                     |
| 2009                           | Paryż (POPB)              | Francuzi 89–88 Obcokrajowcy                                | Steed Tchicamboud (SLUC Nancy)                |
| 2010                           | Paryż (POPB)              | Obcokrajowcy 103–90 Francuzi                               | Davon Jefferson (ASVEL)                       |
| 2011                           | Paryż (POPB)              | Francuzi 130–123 Obcokrajowcy                              | Amara Sy (Orléans)                            |
| 2012                           | Paryż (POPB)              | Obcokrajowcy 111–107 Francuzi                              | Dwight Buycks (BCM Gravelines)                |
| 2013                           | Paryż (POPB)              | Francuzi 130–117 Obcokrajowcy                              | Nobel Boungou Colo (CSP Limoges)              |
| 2014                           | Paryż (Zénith de Paris)   | Francuzi 137–135 Obcokrajowcy (OT)                         | Adrien Moerman (CSP Limoges)                  |
| 2015                           | Paryż (AccorHotels Arena) | Francuzi 146–119 Obcokrajowcy                              | Andrew Albicy (BCM Gravelines)                |
| 2016                           | Paryż (AccorHotels Arena) | Obcokrajowcy 130–129 Francuzi                              | John Roberson (Élan Chalon)                   |
| 2017                           | Paryż (AccorHotels Arena) | Francuzi 181–175 Obcokrajowcy (OT)                         | Amara Sy (AS Monaco)                          |
| 2018                           | Paryż (AccorHotels Arena) | Francuzi 153–147 Obcokrajowcy                              | Lahaou Konaté (Nanterre)                      |
| 2019                           | Paryż (AccorHotels Arena) | Obcokrajowcy 129–119 Francuzi (OT)                         | Eric Buckner (AS Monako)                      |
| 2021                           | Paryż (AccorHotels Arena) | Obcokrajowcy 111–110 Francuzi                              | Brandon Taylor (BCM Gravelines-Dunkerque)     |

## Finaliści konkursu wsadów
| Rok (Sezon)       | Mistrz wsadów         | Zespół                      | Wicemistrz            | Zespół                  |
| ----------------- | --------------------- | --------------------------- | --------------------- | ----------------------- |
| 1995 1994–95      | Jean-Jacques Bissouma | Union Sportive Pau Nord-Est | Rickie Winslow        | Pau-Orthez              |
| 1996 1995–96      | Alain Digbeu          | ASVEL                       | George Gilmore        | Montpellier             |
| 1997 1996–97      | Thierry Zig           | Levallois                   | Laurent Cazalon       | Dijon                   |
| 1998 1997–98      | Laurent Cazalon       | Dijon                       |                       |                         |
| 1999 1998–99      | Harold Doyal          | STB Le Havre                | Aaron Mitchell        | Aix Maurienne           |
| 2000 1999–00      | Salomon Sami          | ASVEL                       |                       |                         |
| 2000 (II) 2000–01 | Laurent Cazalon (2)   | Roanne                      | Aleksandr Miłosierdow | Olympique d’Antibes     |
| 2001 2001–02      | Boris Diaw            | Pau-Orthez                  |                       |                         |
| 2002 2002–03      | Steve Lobel           | profesjonalny dunker        | Boris Diaw            | Pau-Orthez              |
| 2003 2003–04      | Stefan Gill           | profesjonalny dunker        | Abdoulaye Bamba       | profesjonalny dunker    |
| 2004 2004–05      | Steve Lobel (2)       | profesjonalny dunker        | Yannick Bokolo        | Le Mans Sarthe Basket   |
| 2005 2005–06      | Kadour Ziani          | profesjonalny dunker        | Brice de Blaine       | profesjonalny dunker    |
| 2006 2006–07      | Guy Dupuy             | profesjonalny dunker        | Dwayne Mitchell       | Paris Basket Racing     |
| 2007 2007–08      | Max Kouguere          | Gravelines                  | Guy Dupuy             | profesjonalny dunker    |
| 2008 2008–09      | Justin Darlington     | profesjonalny dunker        | Yann de Blaine        | profesjonalny dunker    |
| 2009 2009–10      | Kevin Kemp            | profesjonalny dunker        | Guy Dupuy             | profesjonalny dunker    |
| 2010 2010–11      | Zack Wright           | Limoges                     | Mark Haynes           | Élan Chalon             |
| 2011 2011–12      | Dar Tucker            | Aix Maurienne               | Max Kouguere          | Le Mans Sarthe Basket   |
| 2012 2012–13      | L.D. Williams         | Bourg-en-Bresse             | Jared Newson          | HTV Basket              |
| 2013 2013–14      | Travis Leslie         | ASVEL                       | Mark Lyons            | Roanne                  |
| 2014 2014–15      | Yakuba Ouattara       | AS Denain Voltaire          | James Southerland     | Limoges                 |
| 2015 2015–16      | Yakuba Ouattara (2)   | AS Monaco                   | Akil Mitchell         | Antibes Sharks          |
| 2016 2016–17      | Jérémy Nzeulie        | Élan Sportif Chalonnais     | Deonte Burton         | Lille                   |
| 2017 2017–18      | D.J. Stephens         | Le Mans Sarthe Basket       | Sylvain Fransisco     | Levallois Metropolitans |
| 2018 2018–19      | Kevin Harley          | Poitiers Basket 86          | Travis Cohn           | UJAP Quimper 29         |
| 2019 2019–20      | D.J. Stephens (2)     | Le Mans Sarthe Basket       | Isaïa Cordinier       | Nanterre 92             |

## Składy na mecze gwiazd 1987-2019

### Lata 80.
I mecz gwiazd 1986-87

Palais de Sports de Beaublanc, Limoges, 6 maja 1987: Zachód – Wschód 134-128

Wschód (George Fisher): Pierre Bressant 11, Billy Williams 14, Robert Smith 24, Bill Varner 23, Jean-Aimé Toupane 6, Jean-Louis Hersin, Christian Garnier 2, Lionel Rigo 2, Jean-Luc Deganis 15, Frédéric Monetti 6, Éric Beugnot 11, Mick Pitts 12.

Zachód (Michel Gomez): Freddy Hufnagel 6, Valéry Demory 12, Patrick Cham 11, Richard Dacoury 20, Howard Carter 24, Jacques Monclar 4, Paul Thompson, Hervé Dubuisson 13, Benkali Kaba 2, Tom Scheffler 8, Georges Vestris 6, Stéphane Ostrowski 15, Clarence Kea 13.

II mecz gwiazd 1987-88

Mulhouse Sports Palace, 20 maja 1988: Zachód – Wschód 164-136

Wschód: Pierre Bressant, Hervé Dubuisson, James Hardy, Skeeter Jackson, Robert Smith, Jean-Aimé Toupane, Ron Davis, Christian Monschau, Vincent Collet, Damien Pastrès, Christophe Soulé.

Zachód: Gregor Beugnot, Jacques Monclar, Hugues Occansey, Stéphane Ostrowski, Don Collins, Georges Vestris, Graylin Warner, Didier Gadou, Andrew Fields, Franck Butter.
III mecz gwiazd 1988-89

La Meilleraie, Cholet, 12 maja 1989: Zachód – Wschód 146-141

Wschód (Francis Charneux): Pierre Bressant, Robert Smith 20, Jacques Monclar, Billy Williams, Éric Occansey, Pat Burtey, Georgy Adams, Ron Davis 24, Philippe Szanyiel, Hervé Dubuisson, Rick Raivio 22, Franck Butter i Benkali Kaba, Apollo Faye, Willie Redden.

Zachód (Jean Galle): Gregor Beugnot, Bruno Lejeune, Valéry Demory, Richard Dacoury, Freddy Hufnagel, Stéphane Ostrowski 33, Graylin Warner 29, Don Collins, Michael Brooks 34, Georges Vestris, Jean-Luc Deganis, Stéphane Lauvergne, Andrew Fields, Didier Gadou, Christophe Soulé.
IV mecz gwiazd 1989-90

Palais des Sports Jean-Weille, Nancy, 1 czerwca 1990: Wschód – West 170-146

Wschód: Jean-Aimé Toupane, Ron Davis 24, Franck Butter, Philippe Szanyiel, Robert Smith, Georgi Adams, Lee Johnson 26, Hugues Occansey 24, Eric Occansey 8, Greg Beugnot.

Zachód: Michael Brooks 40, Ken Dancy, Stéphane Ostrowski, Richard Dacoury, Valéry Demory, Jim Bilba, Antoine Rigaudeau, Freddy Hufnagel.

### Lata 90.
VIII mecz gwiazd 1993-94

Palais des Sports, Tours, 6 marca 1994: Obcokrajowcy – Francuzi 110-108

Obcokrajowcy (Laurent Buffard, Jacques Monclar): Don Collins, Skeeter Henry 24, Bill Jones, George Montgomery, David Rivers, Delaney Rudd, José Vargas, Michael Young, Marcus Webb.

Francuzi (Božidar Maljković, Jean-Luc Monschau): Jim Bilba, Yann Bonato, Richard Dacoury, Hervé Dubuisson 30, Frédéric Forte, Marc M'Bahia, Stéphane Ostrowski, Antoine Rigaudeau, Moustapha Sonko
IX mecz gwiazd 1994-95

Palais des Sports de Pau, Pau, 9 marca 1995: Obcokrajowcy – Francuzi 147-137

Obcokrajowcy: David Rivers 22, Delaney Rudd, Michael Young, Ron Curry 24, Michael Ray Richardson 24, Ron Anderson, Conrad McRae, Rickie Winslow, Ian Lockhart, Tim Kempton.

Francuzi: Jim Bilba, Yann Bonato 44, Richard Dacoury 20, Frédéric Forte, Stéphane Ostrowski 21, Antoine Rigaudeau, Thierry Gadou, Laurent Foirest, Bruno Coqueran, Moustapha Sonko, Stéphane Risacher.
XI mecz gwiazd 1996-97

Pierre-de-Coubertin Sports Palace, Montpellier, 29 marca 1997: Obcokrajowcy – Francuzi 115-109

Obcokrajowcy (Bogdan Tanjevic): Delaney Rudd, Skeeter Henry, David Booth, Paul Fortier, Brad Sellers, James Blackwell, Ron Anderson, Michael Ray Richardson, Steve Payne, Josh Grant.

Francuzi (Jacques Monclar: Moustapha Sonko, Yann Bonato, Alain Digbeu, Jim Bilba, Frédéric Weis, Frédéric Forte, Georgy Adams, Stéphane Risacher, Cyril Julian, Stéphane Ostrowski
XII mecz gwiazd 1997-98

Palais des Sports de Dijon, 25 kwietnia 1998: Francuzi – Obcokrajowcy 170-146

Obcokrajowcy: Keith Hill 16, Nenad Marković 16, Jerry McCullough 14, Delaney Rudd 11, Nikola Lončar 9, Paul Graham 8, Josh Grant 8, Jean-Jacques Conceição 6, Eric Struelens 6, Derek Durham 4.

Francuzi: Alain Digbeu 27, Stéphane Risacher 20, Moustapha Sonko 18, Paul Fortier 14, Jim Bilba 9, Bruno Hamm 8, Derrick Lewis 7, Laurent Foirest 6, Thierry Gadou 3, Frédéric Weis.
XIII mecz gwiazd 1998-99

Coubertin, Paryż, 2 stycznia 1999: Obcokrajowcy – Francuzi 124-122

Obcokrajowcy: Delaney Rudd 14, Nenad Marković  14, Juan Aisa 2, Keith Jennings 10, Jerome Robinson 7, Ron Anderson 21, Keith Hill 21, Josh Grant 19, Darius Hall 13, Gary Alexander 3.

Francuzi: Moustapha Sonko 26, Laurent Sciarra 9, Laurent Foirest 12, Alain Digbeu 19, Christophe Dumas 8, Crawford Palmer 10, Cyril Julian 8, Georgy Adams 9, Jim Bilba 17, Frédéric Weis 4.
XIV mecz gwiazd 1999-00

Nancy, 2 stycznia 2000: Obcokrajowcy – Francuzi 103-93

Obcokrajowcy: Marlon Maxey 21, Ray Minlend 19, Jay Larranaga 13, Dante Calabria 13, Stanley Jackson 10, Derek Durham 9, Steve Payne 5, Keith Gatlin 5, Gary Alexander 6, Harper Williams 2.

Francuzi: Thierry Gadou 15, Stéphane Risacher 14, Laurent Sciarra 12, Moustapha Sonko 10, Jim Bilba 10, Yann Bonato 8, Frédéric N'Kembe 7, Makan Dioumassi 6, Cyril Julian 6, Frédéric Weis 5.

### Lata 2000
XV mecz gwiazd 2000-01

Azur Arena, Antibes, 29 grudnia 2000: Francuzi – Obcokrajowcy 123-117

Francuzi (Gregor Beugnot, Jean-Louis Borg):: Laurent Sciarra, Mickaël Piétrus, David Gautier, Jim Bilba, Cyril Julian, Tony Parker, Yann Mollinari, Laurent Bernard, Laurent Pluvy, Willem Laure, David Frigout i Fabien Dubos.

Obcokrajowcy (Vincent Collet, Didier Dobbels): Shawnta Rogers, Roger Esteller, Zakhar Pashutin, Art Long, Gary Alexander, Stevin Smith, Curtis McCants, Chris King, Skeeter Henry, Andre Riddick i Geof Lear.
XVI mecz gwiazd 2001-02

Le Colisée, Chalon-sur-Saone, 28 grudnia 2001: Obcokrajowcy – Francuzi 104-97

Francuzi (Claude Bergeaud): Laurent Pluvy, Yann Mollinari, Florent Piétrus, Yann Bonato, Mickaël Piétrus, David Gautier, Fabien Dubos, Boris Diaw, Cyril Julian, Sacha Giffa.

Obcokrajowcy (Jean-Luc Monschau): Nikola Radulovic, Brian Howard, Nikola Vujcic, Danny Strong, Marc Brown, Roger Esteller, Andre Riddick, Robert Gulyas, Larry Terry.
XVII mecz gwiazd 2002-03

Paris-Bercy, Paryż, 28 grudnia 2002: Obcokrajowcy – Francuzi 131-118

Francuzi (Philippe Hervé, Ruddy Nelhomme): Laurent Bernard, Babacar Cisse, Mickaël Piétrus, Laurent Sciarra, Yann Bonato, Makan Dioumassi, Vincent Masingue, Florent Piétrus, Jim Bilba, David Gautier, Vasco Evtimov, Cyril Julian.

Obcokrajowcy (Jean-Luc Monschau, Michel Veyronnet): Keith Jennings, Shawnta Rogers, Dragan Lukovski, Scooter Barry, Danny Strong, Jermaine Guice, Ricardo Greer, Rico Hill, K'zell Wesson, Rahshon Turner, Robert Gulyas, Rod Sellers.
XVIII mecz gwiazd 2003-04

Paris-Bercy, Paryż, 28 grudnia 2003: Francuzi – Obcokrajowcy 126-113

Francuzi (Vincent Collet: Paccelis Morlende, Stéphane Dondon, Laurent Foirest 27, Vincent Masingue, Cyril Julian 20, Laurent Sciarra, Babacar Cisse, Frédéric N’Kembe, Mickaël Gelabale, Thierry Rupert, Claude Marquis, Thierry Gadou.

Obcokrajowcy (Frédéric Sarre): Randolph Childress, Jermaine Guice, Danny Strong 20, Rahshon Turner, Sandro Nicević, Jason Rowe, Dragan Lukovski, Hollis Price 18, Rowan Barrett 14, Vakhtang Natsvlishvili, Rick Hughes, T.J. Lux

XIX mecz gwiazd 2004-05

Paris-Bercy, Paryż, 29 grudnia 2004: Francuzi – Obcokrajowcy 105-94

Francuzi (Erman Kunter): Laurent Sciarra 11, Pape-Philippe Amagou, Mickael Mokongo 12, Mamoutou Diarra, Yannick Bokolo, Laurent Foirest 24, Amara Sy 26, Luc-Arthur Vebob 11, Maxime Zianveni, Cyril Akpomedah, Claude Marquis, Alain Koffi.

Obcokrajowcy (Eric Girard): Marques Green, Hollis Price, Terrell Lyday, Jermaine Guice, Thabo Sefolosha 17, Tariq Kirksay, Boniface Ndong, K'Zell Wesson, Sharif Fajardo, Hüseyin Beşok, Clint Harrison, Rahshon Turner 24.

XX mecz gwiazd 2005-06

Paris-Bercy, Paryż, 18 grudnia 2005: Francuzi – Obcokrajowcy 96-85

Francuzi (Didier Gadoum, John Douaglin): Yohann Sangare, Amara Sy, Pape-Philippe Amagou 12, Babacar Cisse, Mamoutou Diarra, Yakhouba Diawara, Maxime Zianveni 13, Claude Marquis 12, Thomas Dubiez, Victor Samnick, Cyril Julian, Ian Mahinmi.

Obcokrajowcy (Claude Bergeaud, German Castano): K'zell Wesson 19, Jimmy Baxter, Loonie Cooper, Ricardo Greer, John Linehan, Mike Bauer, Jason Rowe 12, Tyson Wheeler, Hüseyin Beşok, Kelvin Torbert, Mario Bennett, Lamayn Wilson.
XXI mecz gwiazd 2006-07

Paris-Bercy, Paryż, 18 grudnia 2006: Obcokrajowcy – Francuzi 124-108

Francuzi (Jean-Luc Monschau, Franck Le Goff): Ahmed Fellah 4, Ali Traoré 24, Cyril Julian 21, Mamoutou Diarra 17, Yannick Bokolo 4, Maxime Zianveni, Marc-Antoine Pellin, Georgi Joseph, Tariq Kirksay 7, Laurent Sciarra 9, Pape Badiane 10, Yohann Sangare 11.

Obcokrajowcy (Grégor Beugnot, Jean-Louis Borg): Cedrick Banks 12, Kenny Gregory 14, Aaron Harper 5, Ricardo Greer 6, Terrell Everett 10, Dewarick Spencer 19, Jermaine Guice 9, Eric Campbell 12, Mario Bennett, Marc Salyers 20, Terence Dials 10, Michael Wright 7.
XXII mecz gwiazd 2007-08

Paris-Bercy, Paryż, 29 grudnia 2007: Francuzi – Obcokrajowcy 94-82

Francuzi (Yves Baratet, Ruddy Nelhomme: Nicolas Batum, Dounia Issa, Alain Koffi, Steed Tchicamboud, Pape Badiane, Marc-Antoine Pellin, Nando De Colo 13, Victor Samnick, Cyril Julian 16, Laurent Foirest, Vincent Masingue, Cyril Akpomedah, Yohann Sangare 15.

Obcokrajowcy (Jean-Luc Monschau, Michel Veyronnet: John Cox, Jimmal Ball, Sean Colson, Lamayn Wilson, Chevon Troutman 18, Jeff Greer, Brion Rush 8, Uche Nsonwu-Amadi, Tony Williams, Sam Clancy Jr., Ricardo Greer 20, Marc Salyers.
XXIII mecz gwiazd 2008-09

Paris-Bercy, Paryż, 28 grudnia 2008: Obcokrajowcy – Francuzi 108-101

Francuzi (Philippe Hervé, Didier Dobbels): Amara Sy 17, Abdoulaye M'Baye, Laurent Foirest, Alain Koffi, Yannick Bokolo, Stéphane Risacher, Nando De Colo 15, Ali Traoré, Victor Samnick, Laurent Sciarra 25. W rezerwie: Marc-Antoine Pellin, Cheikhou Thioune.

Obcokrajowcy (Vincent Collet, Jean-Marc Dupraz): Cedrick Banks, Lamayn Wilson 23, Zack Wright 18, Kevin Houston, Brion Rush, Damir Krupalija, Tony Skinn, Eric Campbell 15, Austin Nichols, Chevon Troutman. W rezerwie: Hrvoje Perincić, Rashaun Freeman.
XXIV mecz gwiazd 2009-10

Paris-Bercy, Paryż, 30 grudnia 2009: Francuzi – Obcokrajowcy 89-88

Obcokrajowcy (Erman Kunter, Éric Girard: John Linehan, Derrick Obasohan, Ricardo Greer, Uche Nsonwu-Amadi, Dewarick Spencer, Ben Woodside, Cedrick Banks, Angel Vassallo, Sean Marshall, Mouhamed Sene. Rezerwy: Kareem Reid, Akinlolu Akingbala.

Francuzi (J.D. Jackson, Didier Dobbels: Steed Tchicamboud, Antoine Diot, Cyril Akpomedah, Dounia Issa, Ali Traoré, Edwin Jackson, Fabien Causeur, David Melody, Mickael Gelabale, Pape Badiane. Rezerwy: Abdoulaye MBaye, Pierre-Yves Guillard.

### Lata 2010
XXV mecz gwiazd 2010-11

Paris-Bercy, Paryż, 30 grudnia 2010: Obcokrajowcy – Francuzi 103-90

Francuzi (Jean-Luc Monschau): Yannick Bokolo, Pape-Philippe Amagou 13, Mickael Gelabale 20, Cyril Akpomedah, Alain Koffi, Andrew Albicy, Steed Tchicamboud, Antoine Mendy, Luc-Arthur Vebobe 14, Dounia Issa.

Obcokrajowcy (Jean-Denys Choulet): Ben Woodside, Bernard King 10, Sammy Mejia, Tremmell Darden, Chris Massie 10, Marquez Haynes, Demetric Bennett 13, K.C. Rivers 10, Davon Jefferson 21, Akin Akingbala 10.
XXVI mecz gwiazd 2011-12

Paris-Bercy, Paryż, 29 grudnia 2011: Francuzi – Obcokrajowcy 130-123

Francuzi (Christian Monschau): Amara Sy 23, Charles Lombahe-Kahudi 15, Fabien Causeur 11, Yannick Bokolo 4, Paccelis Morlende 2, Evan Fournier 14, Nicholas Pope 7, Victor Samnick 14, Ludovic Vaty 8, Adrien Moerman 22, Andrew Albicy 10, Kim Tillie.

Obcokrajowcy (Jean-Luc Monschau): Eric Chatfield 6, Akin Akingbala 12, Teddy Gipson 5, Alade Aminu 15, Cedrick Banks 8, Taylor Rochestie 11, Blake Schilb 12, Andre Barrett 8, John Holland 10, John Linehan 2, Jawad Williams 13, Lamont Hamilton 21.
XXVII mecz gwiazd 2012-13

Paris-Bercy, Paryż, 30 grudnia 2012: Obcokrajowcy – Francuzi 111-107

Francuzi (Gregor Beugnot, Alain Weisz: Antoine Diot, Edwin Jackson 13, Amara Sy 14, Ilian Evtimov, Alexis Ajinça 13, Marc-Antoine Pellin, Steed Tchicamboud, Pape-Philippe Amagou, Nobel Boungou Colo, Charles Kahudi, Ludovic Vaty 17, Rudy Gobert.

Obcokrajowcy ((J.D. Jackson, Claude Bergeaud): Dwight Buycks 17, Bernard King 14, Blake Schilb 13, Jawad Williams 13, Sean May, Khalid El-Amin 13, Souleymane Diabate, Kyle McAlarney, Marcus Goree, Darryl Monroe, Ahmad Nivins.
XXVIII mecz gwiazd 2013-14

Zénith Arena, Paryż, 29 grudnia 2013: Francuzi – Obcokrajowcy 130-117

Francuzi (Jean-Marc Dupraz, Nikola Antić): Andrew Albicy, Edwin Jackson, Nobel Boungou Colo 28, Florent Piétrus, Johan Passave-Ducteil 22, Antoine Diot, David Denave, Charles Lombahe-Kahudi, Jérémy Leloup, Adrien Moerman, Mouhammadou Jaiteh, Amara Sy.

Obcokrajowcy (Philippe Hervé, Germain Castano): Taurean Green, A.J. Slaughter, Austin Nichols, J.K. Edwards, Randal Falker, Trenton Meacham, Kyle McAlarney, David Lighty, Anthony Dobbins, Brian Greene, Lamayn Wilson, Ahmad Nivins 28.

XXIX mecz gwiazd 2014-15

AccorHotels Arena, Paryż, 3 stycznia 2015: Francuzi – Obcokrajowcy 137-135

Francuzi (Vincent Collet, Frédéric Brouillaud): Charles Lombahe-Kahudi 9, Antoine Diot 8, Leo Westermann, Pape Sy 8, Johan Passave-Ducteil 10, Mouhammadou Jaiteh 24, Nobel Boungou Colo, Adrien Moerman 40, Florent Piétrus, Andrew Albicy 3, Rodrigue Beaubois, Alain Koffi 9.

Obcokrajowcy (Jean-Marc Dupraz, Savo Vučević: Sharrod Ford 18, Mark Payne 11, Jamar Smith 19, Kenny Boynton 4, Mykal Riley 15, Erving Walker 14, Zachery Peacock 7, Marcus Dove 6, Daequan Cook 13, Steven Gray 11, Kyle Weems 17, Darius Adams
XXX mecz gwiazd 2015-16

AccorHotels Arena, Paryż, 30 grudnia 2015: Francuzi – Obcokrajowcy 146-119

Francuzi (J.D. Jackson, Christophe Denis): Rodrigue Beaubois, Mickaël Gelabale, Charles Lombahe-Kahudi, Mouhammadou Jaiteh, Ali Traoré, Andrew Albicy 12, Antoine Eito, Yakuba Ouattara, Nobel Boungou Colo 22, Ilian Evtimov, Wilfried Yeguete, Louis Labeyrie 34.

Obcokrajowcy (Zvezdan Mitrović, Laurent Pluvy): Heiko Schaffartzik, Willie Solomon 22, Mykal Riley 18, David Andersen, Marcus Dove, Michael Thompson, Chris Jones, Jeremy Hazell, Ángel Daniel Vassallo, Drew Gordon, Tim Blue, Darryl Watkins.
XXXI mecz gwiazd 2016-17

AccorHotels Arena, Paryż, 29 grudnia 2016: Obcokrajowcy – Francuzi 130-129

Obcokrajowcy (Jean-Denys Choulet, Rémi Giuitta): D.J. Cooper, Serhij Hładyr, Spencer Butterfield, Tim Blue 21, Darryl Watkins, Cameron Clark 18, Dario Hunt, Jakim Donaldson, Jason Rich, John Robertson 17, Mark Payne, Walter Hodge.

Francuzi (Zvezdan Mitrović, Cédric Heitz): Axel Julien, Paul Lacombe, William Howard, Wilfried Yeguete 21, Moustapha Fall, Alain Koffi, Édouard Choquet, Jérémy Nzeulie, Nicolas Lang 19, David Michineau, Vincent Poirier 19, Ousmane Camara.

XXXII mecz gwiazd 2017-18

AccorHotels Arena, Paryż, 29 grudnia 2017: Francuzi – Obcokrajowcy 181-175

Obcokrajowcy (Zvezdan Mitrović, Germain Castano): John Roberson, Gerald Robinson, David Logan, Zachery Peacock, Miro Bilan, Zack Wright, Kenny Hayes, Klemen Prepelič, Trae Golden, Raymond Cowels, D.J. Stephens, Elmedin Kikanović.

Francuzi (Éric Bartecheky, Laurent Pluvy): Élie Okobo, Paul Lacombe, William Howard, Amara Sy 20, Louis Labeyrie 35, Benjamin Sene, Jérémy Nzeulie, Charles Lombahe-Kahudi, Alain Koffi, Amine Noua, Youssoupha Fall, Boris Diaw
XXXIII mecz gwiazd 2018-19

AccorHotels Arena, Paryż, 29 grudnia 2018: Francuzi – Obcokrajowcy 153-147

Obcokrajowcy (Laurent Legname, Germain Castano): Justin Robinson 21, David Lighty, Julian Wright, Devin Ebanks, Youssou Ndoye, Donta Smith, Karvel Anderson, David Holston, Vitalis Chikoko, Roko Ukic, Mardy Collins, Mouphtaou Yarou 22.

Francuzi (Zvezdan Mitrović, Laurent Pluvy): Yakuba Ouattara, Paul Lacombe, Lahaou Konaté 33, Amine Noua 21, Youssoupha Fall 22, Théo Maledon, Nicolas De Jong, Antoine Eito, Jeremy Leloup, Alain Koffi, Ali Traoré, Benoît Mangin.
XXXIV mecz gwiazd 2019-20

AccorHotels Arena, Paryż, 29 grudnia 2019: Obcokrajowcy – Francuzi 129-119

Francuzi (Zvezdan Mitrović, Stéphane Eberlin): Antoine Diot, Edwin Jackson, Isaïa Cordinier, Damien Inglis 29, Yannis Morin, Antoine Eito 15, Axel Julian, Jean-Batiste Maille, Benoît Mangin, Alpha Kaba, Livio Jean-Charles, Abdoulaye Ndoye.

Obcokrajowcy (Frédéric Fauthoux, Rémy Valin): Dee Bost, Briante Weber, Chris Horton, David Holston, Vitalis Chikoko, Eric Buckner 27, Norris Cole, Tonye Jekiri, Miralem Halilovic, J.J. O’Brien, Justin Robinson, Rob Gray 21.

## Zawodnicy z największą liczba występów
| Zawodnik               | All-Star | Rok                                | MVP              | Adnotacje                             |
| ---------------------- | -------- | ---------------------------------- | ---------------- | ------------------------------------- |
| Jim Bilba              | 13       | 1990–2001                          | 1993, 2000       | 1x FIBA EuroStar                      |
| Stéphane Ostrowski     | 11       | 1987–1997                          | -                |                                       |
| Cyril Julian           | 8        | 1999, 2000, 2000 (I), 2003         | 2003             |                                       |
| Laurent Sciarra        | 8        | 1999, 2000, 2000 (I), 2008         | 2008             |                                       |
| Moustapha Sonko        | 7        | 1994–2000                          | -                |                                       |
| Yann Bonato            | 7        | 1994-1997, 2000, 2002, 2003        | -                | 1x FIBA EuroStar                      |
| Stéphane Risacher      | 6        | 1995–1998, 2000, 2009              | 1997             |                                       |
| Richard Dacoury        | 6        | 1987, 1989, 1990, 1991, 1994, 1995 | -                |                                       |
| Amara Sy               | 6        | 2004, 2005, 2008, 2011, 2012, 2017 | 2004, 2011, 2017 | W 2013 nie wystąpił z powodu kontuzji |
| Charles Lombahe-Kahudi | 6        | 2011, 2012, 2013, 2014, 2015, 2018 | -                | W 2017 nie wystąpił z powodu kontuzji |
| Antoine Diot           | 5        | 2010, 2012, 2013, 2015, 2019       | -                |                                       |
| Delaney Rudd           | 5        | 1994–1999                          | -                | 1x FIBA EuroStar                      |
| Ricardo Greer          | 5        | 2002, 2005, 2006, 2007, 2009       | -                |                                       |
| Hervé Dubuisson        | 4        | 1987, 1988, 1989, 1994             | 1994             |                                       |
| Mickaël Gelabale       | 4        | 2003, 2009, 2010, 2015             | -                |                                       |
| Nobel Boungou Colo     | 4        | 2012-2015                          | 2013             |                                       |
| Frédéric Weis          | 4        | 1997, 1998, 1999, 2000             | -                |                                       |